# مایکرلین استودیلو
مایکرلین استودیلو (انگلیسی: Maikerlin Astudillo؛ زادهٔ ۱۰ مهٔ ۱۹۹۲) بازیکن فوتبال اهل ونزوئلا است.
وی همچنین در تیم ملی فوتبال Venezuela بازی کرده‌است.